# San Pietro Apostolo
San Pietro Apostolo est une commune italienne de la province de Catanzaro dans la région Calabre en Italie.

## Administration
| Période                                  | Période | Identité | Étiquette | Qualité |
| ---------------------------------------- | ------- | -------- | --------- | ------- |
|                                          |         |          |           |         |
| Les données manquantes sont à compléter. |         |          |           |         |

### Hameaux
Pasqualazzo, Bivio Zeta

### Communes limitrophes
Decollatura, Gimigliano, Miglierina, Serrastretta, Tiriolo, Cicala